# Nematoplana calamus
Nematoplana calamus är en plattmaskart som beskrevs av Curini-Galletti, Oggaina och Casu 200. Nematoplana calamus ingår i släktet Nematoplana och familjen Nematoplanidae.
Artens utbredningsområde är Indiska oceanen. Inga underarter finns listade i Catalogue of Life.